# Консерваторія Кліндворта-Шарвенка
Консерваторія музики імені Карла Кліндворта-Ксавера Шарвенка була музичним інститутом, заснованим у 1893 році в Берліні, що десятиліттями славився як всесвітньо відомий навчальний центр. Вона постала внаслідок злиття, створеної в 1881 році Ксавером Шарвенком та його братом Пилипом Шарвенком Консерваторії Шарвенка з існуючою з 1883 року музичною школою Карла Кліндворта.
З 1908 року консерваторія містилася на вулиці Гентинер, 11 в окремому будинку з двома великими концертними залами. На початку 40-х років вона була перенесена на вулицю Берлінську, 39 у районі Шарлоттенбург, а з 1950 до 1960 року на Брайлештрасе, 7 (у районі Штегліц). У 1960 році навчання було припинено.

## Директори
- 1881–1892: Ксавер Шарвенка (консерваторія Шарвенка)
- 1890–1892: Вільгельм Лангганс (консерваторія Шарвенка)
- 1883–1892: Карл Кліндворт (музична школа Кліндворта)
- 1893–1905: Гуґо Гольдшмідт
- 1893–1917: Пилип Шарвенка
- 1898–1924: Ксавер Шарвенка
- 1905–1937: Роберт Робічек
- 1937–1960: Вальтер Шарвенка

## Відомі вчителі
- Конрад Анзорге[de]
- Ганс Бассерман[de]
- Вільгельм Бергер[de]
- Фріц фон Борріс[de]
- Борткевич Сергій Едуардович
- Густав Бумке[de]
- Гаральд Ґенцмер
- Ґлен Альфред Едмундович

## Відомі учні
- Отто Клемперер (1885—1973) — німецький диригент і композитор.
- Пауль Дессау (1894—1979) — німецький композитор і диригент.
- Адальберт Лучковський[de] (1900—1971) — німецький диригент і диригент оркестру.
- Маргарита Клозе[de] (1902—1968) —  німецька оперна співачка (мецо-сопрано) і педагог.
- Гельмут Шмідт (1918—2015) — німецький політичний діяч, соціал-демократ, канцлер Німеччини у 1974–1982.
- Яша Співаковський[de] (1896—1970)  — українсько-австралійський піаніст